# Турбовентиляторный двигатель

Анимация двухвального турбовентилятора с высокой степенью двухконтурности.
A. Ротор низкого давления
B. Ротор высокого давления
C. Компоненты статора
1. Гондола
2. Вентилятор
3. Компрессор низкого давления
4. Компрессор высокого давления
5. Камера сгорания
6. Турбина высокого давления
7. Турбина низкого давления
8. Сопло газогенератора
9. Сопло вентилятора

Турбовентиляторным двигателем в популярной литературе обычно называют турбореактивный двухконтурный двигатель (ТРДД) со  степенью двухконтурности выше 2.
В данном типе двигателей используется одноступенчатый вентилятор большого диаметра, обеспечивающий высокий расход воздуха через двигатель на всех скоростях полёта, включая низкие скорости при взлёте и посадке. По причине большого диаметра вентилятора сопло внешнего контура таких ТРДД становится достаточно тяжёлым и его часто выполняют укороченным, со спрямляющими аппаратами (неподвижными лопатками, поворачивающими воздушный поток в осевом направлении). Соответственно, большинство ТРДД с высокой степенью двухконтурности — без смешения потоков. Экономичность турбовентиляторных двигателей обусловлена тем, что в отличие от обычного ТРДД энергия реактивной струи в виде давления и высокой температуры не теряется на выходе из двигателя, а преобразуется во вращение вентилятора, который создает дополнительную тягу, тем самым повышается КПД. В турбовентиляторном двигателе вентилятор может создавать до 70-80 % всей тяги двигателя.
Устройство внутреннего контура таких двигателей подобно устройству турбореактивного двигателя (ТРД), последние ступени турбины которого являются приводом вентилятора.
Внешний контур таких ТРДД, как правило, представляет собой одноступенчатый вентилятор большого диаметра, за которым располагается спрямляющий аппарат из неподвижных лопаток, которые разгоняют поток воздуха за вентилятором и поворачивают его, приводя к осевому направлению, заканчивается внешний контур соплом.

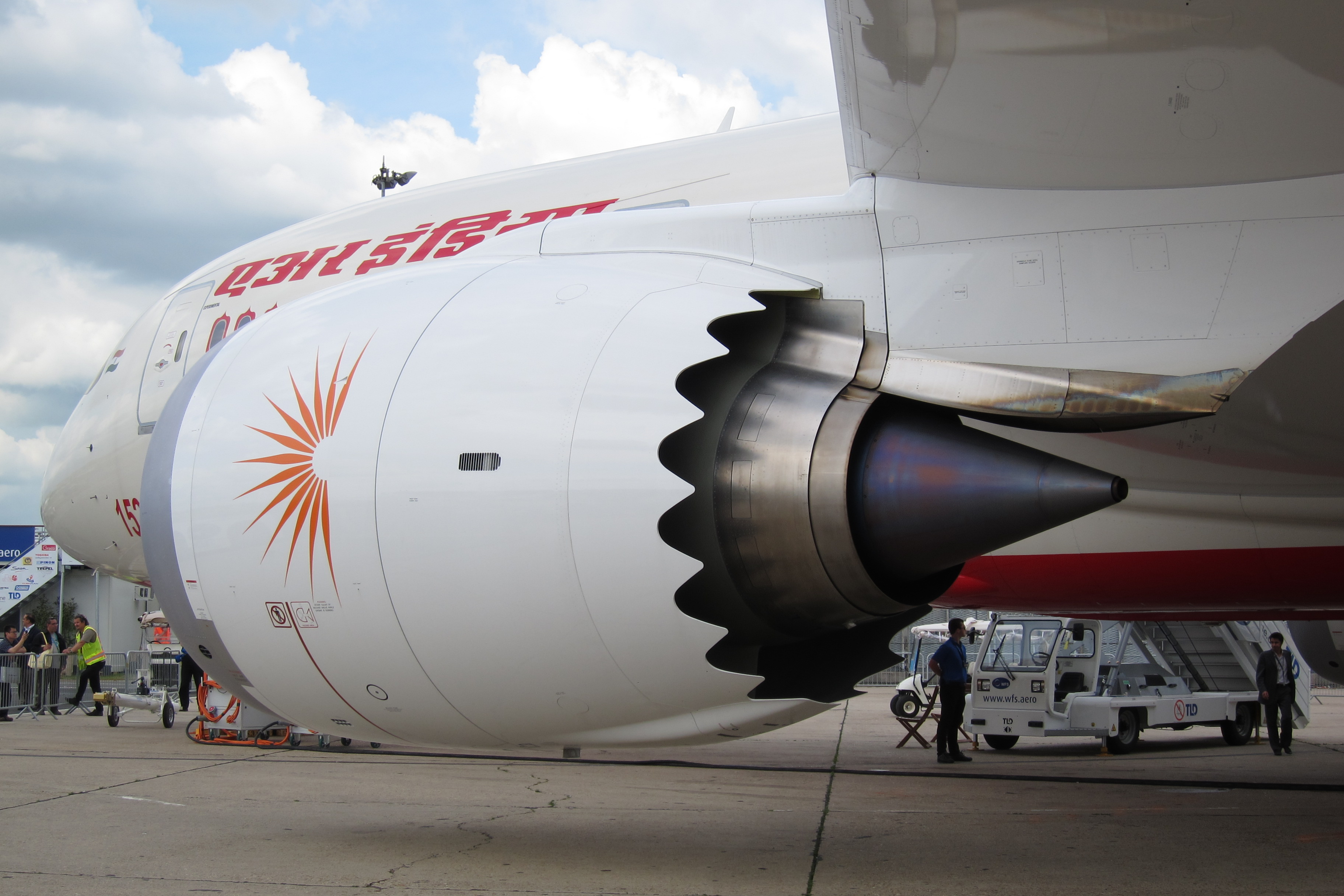
Двигатель Boeing 787 GE

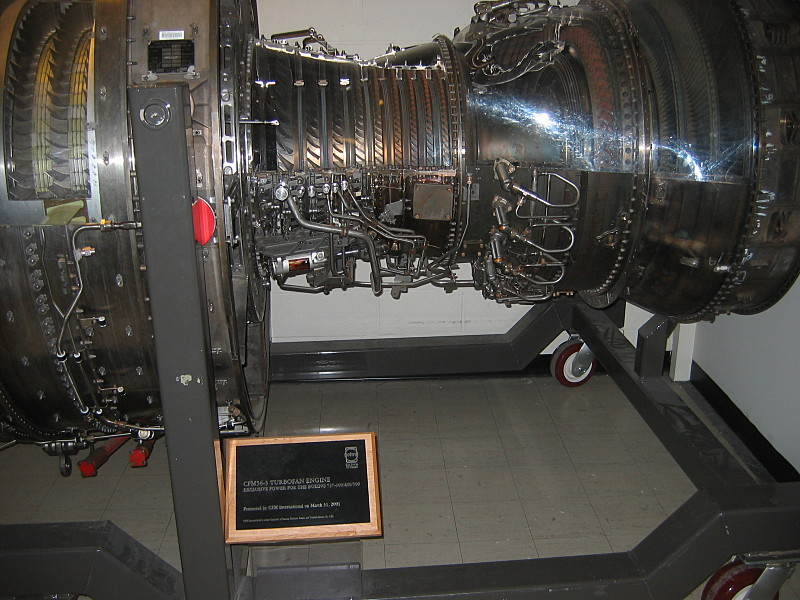
Турбовентиляторный двигатель CFM56-3

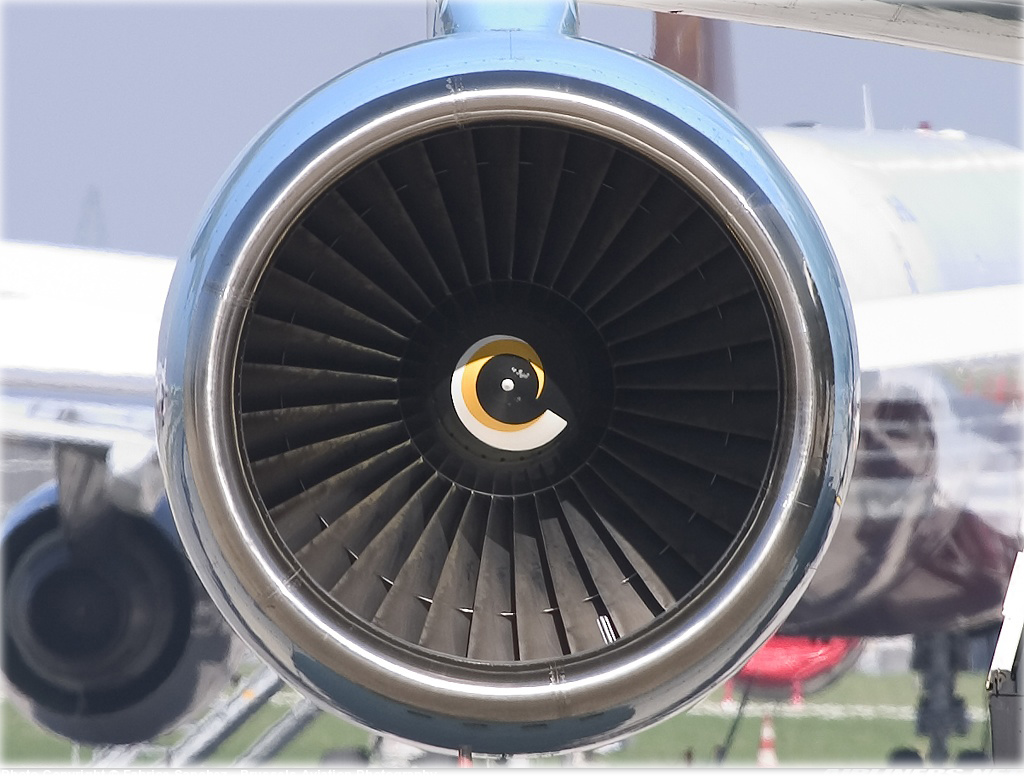
Вентилятор двигателя ПС-90А. Вид спереди

Схема турбовентиляторного двигателя

По причине того, что вентилятор таких двигателей, как правило, имеет большой диаметр, и степень повышения давления воздуха в вентиляторе невысока — сопло внешнего контура таких двигателей достаточно короткое. Расстояние от входа в двигатель до среза сопла внешнего контура может быть значительно меньше расстояния от входа в двигатель до среза сопла внутреннего контура. По этой причине достаточно часто сопло внешнего контура ошибочно принимают за обтекатель вентилятора.
ТРДД с высокой степенью двухконтурности имеют двух- или трёхвальную конструкцию.

## Достоинства и недостатки
Главным достоинством таких двигателей является их высокая экономичность.
Недостатки — большие масса и габариты. Особенно — большой диаметр вентилятора, который приводит к значительному лобовому сопротивлению воздуха в полёте.
Область применения таких двигателей — дальне- и среднемагистральные коммерческие авиалайнеры, военно-транспортная авиация.